# Mistrzostwa Azji w Rugby 7 Mężczyzn 2016
Mistrzostwa Azji w Rugby 7 Mężczyzn 2016 (Asia Rugby Sevens Series 2016) – ósme mistrzostwa Azji w rugby 7 mężczyzn, oficjalne międzynarodowe zawody rugby 7 o randze mistrzostw kontynentu organizowane przez Asia Rugby mające na celu wyłonienie najlepszej męskiej reprezentacji narodowej w tej dyscyplinie sportu w Azji. Zostały rozegrane w formie trzech rankingowych turniejów rozegranych wraz z zawodami kobiet pomiędzy 2 września a 16 października 2016 roku.
W otwierających sezon zawodach zwyciężyli zawodnicy z Hongkongu w finałowym pojedynku pokonując Sri Lankę, takim samym rezultatem zakończył się także finał drugiego turnieju z udziałem tych samych drużyn. Reprezentanci Hongkongu zapewnili sobie triumf w klasyfikacji końcowej zwycięstwem w półfinale ostatniego turnieju, w nim zaś pokonali goszczących na tym etapie po raz pierwszy w sezonie zawodników z Korei Południowej. Przedstawiciele triumfatorów zajęli czołowe lokaty w statystykach – najwięcej punktów w sezonie (123) zdobył Benjamin Rimene, w klasyfikacji przyłożeń z trzynastoma zwyciężył zaś Lee Jones.
Czołowa dwójka cyklu – zespoły Hongkongu i Sri Lanki – uzyskały awans do turnieju kwalifikacyjnego do World Rugby Sevens Series sezonu 2017/2018 rozegranego wraz z Hong Kong Sevens 2017.

## Informacje ogólne
W walce o tytuł mistrzowski wzięło udział osiem zespołów, a cykl składał się z trzech rankingowych turniejów. Mistrzem Azji została drużyna, która po rozegraniu trzech rankingowych turniejów – w Hongkongu, Incheon i Kolombo – zgromadziła najwięcej punktów, które były przyznawane za zajmowane w nich miejsca. W przypadku tej samej liczby punktów w klasyfikacji generalnej lokaty zainteresowanych drużyn były ustalane kolejno na podstawie:
- wyników spotkań pomiędzy zainteresowanymi drużynami;
- lepszego bilansu punktów zdobytych i straconych w tych spotkaniach;
- lepszego bilansu punktów zdobytych i straconych we wszystkich spotkaniach sezonu;
- lepszego bilansu przyłożeń zdobytych i straconych we wszystkich spotkaniach sezonu;
- większej liczby zdobytych punktów we wszystkich spotkaniach sezonu;
- większej liczby zdobytych przyłożeń we wszystkich spotkaniach sezonu;
- rzutu monetą.

| Miejsce | Punkty |
| ------- | ------ |
| 1       | 12     |
| 2       | 10     |
| 3       | 8      |
| 4       | 7      |
| 5       | 5      |
| 6       | 4      |
| 7       | 2      |
| 8       | 1      |

W każdych zawodach drużyny rywalizowały w pierwszym dniu systemem kołowym w ramach dwóch czterozespołowych grup, po czym po dwie czołowe z każdej z nich awansowały do półfinałów, a pozostała czwórka zmierzyła się w walce o Plate.  W fazie grupowej spotkania toczone były bez ewentualnej dogrywki, za zwycięstwo, remis i porażkę przysługiwały odpowiednio cztery, dwa i jeden punkt, brak punktów natomiast za nieprzystąpienie do meczu. Przy ustalaniu rankingu po fazie grupowej w przypadku tej samej liczby punktów lokaty zespołów były ustalane kolejno na podstawie:
- wyniku meczu pomiędzy zainteresowanymi drużynami;
- lepszego bilansu punktów zdobytych i straconych;
- lepszego bilansu przyłożeń zdobytych i straconych;
- większej liczby zdobytych punktów;
- większej liczby zdobytych przyłożeń;
- rzutu monetą.

W przypadku remisu w fazie pucharowej organizowana była dogrywka składająca się z dwóch pięciominutowych części, z uwzględnieniem reguły nagłej śmierci. W przeciwieństwie do poprzednich edycji wszystkie mecze, także finałowe, składały się z dwóch siedmiominutowych części.
Przystępujące do turnieju reprezentacje mogły liczyć maksymalnie dwunastu zawodników. Rozstawienie w każdych zawodach następowało na podstawie wyników poprzedniego turnieju, a w przypadku pierwszych zawodów – na podstawie rankingu z poprzedniego roku. W cyklu miało wziąć siedem czołowych zespołów z ubiegłego sezonu oraz zwycięzca rozegranych na początku 2016 roku kwalifikacji. Odbyły się one w formie dwóch turniejów zorganizowanych w dwa ostatnie weekendy lutego 2016 roku w Ćennaj i Al-Ajn. W obu triumfowała reprezentacja Chińskiego Tajpej zyskując tym samym awans do serii turniejów o mistrzostwo kontynentu.

## Turnieje

### Hong Kong Asian Sevens 2016
| Miejsce | Reprezentacja    |
| ------- | ---------------- |
| 1       | Hongkong         |
| 2       | Sri Lanka        |
| 3       | Korea Południowa |
| 4       | Chiny            |
| 5       | Japonia          |
| 6       | Singapur         |
| 7       | Chińskie Tajpej  |
| 8       | Malezja          |

|  |                  |                  |           |                   |    |           |           |       |
|  | Półfinały        | Półfinały        | Półfinały |                   |    | Finał     | Finał     | Finał |
|  | Półfinały        | Półfinały        | Półfinały |                   |    | Finał     | Finał     | Finał |
|  |                  |                  |           |                   |    |           |           |       |
|  |                  |                  |           |                   |    |           |           |       |
|  | Chiny            | Chiny            | 17        |                   |    |           |           |       |
|  | Chiny            | Chiny            | 17        |                   |    |           |           |       |
|  | Sri Lanka        | Sri Lanka        | 19        |                   |    |           |           |       |
|  | Sri Lanka        | Sri Lanka        | 19        |                   |    | Sri Lanka | Sri Lanka | 17    |
|  |                  |                  |           |                   |    | Sri Lanka | Sri Lanka | 17    |
|  |                  |                  | Hongkong  | Hongkong          | 22 |           |           |       |
|  | Korea Południowa | Korea Południowa | Hongkong  | Hongkong          | 22 | 14        |           |       |
|  | Korea Południowa | Korea Południowa |           |                   |    |           |           |       |
|  | Hongkong         | Hongkong         | 28        |                   |    |           |           |       |
|  | Hongkong         | Hongkong         | 28        | Mecz o 3. miejsce |    |           |           |       |
|  |                  |                  |           |                   |    |           |           |       |
|  |                  |                  |           |                   |    |           |           |       |
|  |                  |                  |           |                   |    |           |           |       |
|  | Chiny            | Chiny            | 14        |                   |    |           |           |       |
|  | Chiny            | Chiny            | 14        |                   |    |           |           |       |
|  | Korea Południowa | Korea Południowa | 33        |                   |    |           |           |       |
|  | Korea Południowa | Korea Południowa | 33        |                   |    |           |           |       |

### Korea Sevens 2016
| Miejsce | Reprezentacja    |
| ------- | ---------------- |
| 1       | Hongkong         |
| 2       | Sri Lanka        |
| 3       | Korea Południowa |
| 4       | Chiny            |
| 5       | Malezja          |
| 6       | Chińskie Tajpej  |
| 7       | Japonia          |
| 8       | Singapur         |

|  |                  |                  |           |                   |    |           |           |       |
|  | Półfinały        | Półfinały        | Półfinały |                   |    | Finał     | Finał     | Finał |
|  | Półfinały        | Półfinały        | Półfinały |                   |    | Finał     | Finał     | Finał |
|  |                  |                  |           |                   |    |           |           |       |
|  |                  |                  |           |                   |    |           |           |       |
|  | Korea Południowa | Korea Południowa | 10        |                   |    |           |           |       |
|  | Korea Południowa | Korea Południowa | 10        |                   |    |           |           |       |
|  | Sri Lanka        | Sri Lanka        | 26        |                   |    |           |           |       |
|  | Sri Lanka        | Sri Lanka        | 26        |                   |    | Sri Lanka | Sri Lanka | 0     |
|  |                  |                  |           |                   |    | Sri Lanka | Sri Lanka | 0     |
|  |                  |                  | Hongkong  | Hongkong          | 36 |           |           |       |
|  | Hongkong         | Hongkong         | Hongkong  | Hongkong          | 36 | 29        |           |       |
|  | Hongkong         | Hongkong         |           |                   |    |           |           |       |
|  | Chiny            | Chiny            | 0         |                   |    |           |           |       |
|  | Chiny            | Chiny            | 0         | Mecz o 3. miejsce |    |           |           |       |
|  |                  |                  |           |                   |    |           |           |       |
|  |                  |                  |           |                   |    |           |           |       |
|  |                  |                  |           |                   |    |           |           |       |
|  | Korea Południowa | Korea Południowa | 29        |                   |    |           |           |       |
|  | Korea Południowa | Korea Południowa | 29        |                   |    |           |           |       |
|  | Chiny            | Chiny            | 12        |                   |    |           |           |       |
|  | Chiny            | Chiny            | 12        |                   |    |           |           |       |

### Sri Lanka Sevens 2016
| Miejsce | Reprezentacja    |
| ------- | ---------------- |
| 1       | Hongkong         |
| 2       | Korea Południowa |
| 3       | Chiny            |
| 4       | Sri Lanka        |
| 5       | Malezja          |
| 6       | Japonia          |
| 7       | Chińskie Tajpej  |
| 8       | Singapur         |

|  |                  |                  |                  |                   |    |          |          |       |
|  | Półfinały        | Półfinały        | Półfinały        |                   |    | Finał    | Finał    | Finał |
|  | Półfinały        | Półfinały        | Półfinały        |                   |    | Finał    | Finał    | Finał |
|  |                  |                  |                  |                   |    |          |          |       |
|  |                  |                  |                  |                   |    |          |          |       |
|  | Hongkong         | Hongkong         | 19               |                   |    |          |          |       |
|  | Hongkong         | Hongkong         | 19               |                   |    |          |          |       |
|  | Sri Lanka        | Sri Lanka        | 7                |                   |    |          |          |       |
|  | Sri Lanka        | Sri Lanka        | 7                |                   |    | Hongkong | Hongkong | 24    |
|  |                  |                  |                  |                   |    | Hongkong | Hongkong | 24    |
|  |                  |                  | Korea Południowa | Korea Południowa  | 19 |          |          |       |
|  | Korea Południowa | Korea Południowa | Korea Południowa | Korea Południowa  | 19 | 19       |          |       |
|  | Korea Południowa | Korea Południowa |                  |                   |    |          |          |       |
|  | Chiny            | Chiny            | 14               |                   |    |          |          |       |
|  | Chiny            | Chiny            | 14               | Mecz o 3. miejsce |    |          |          |       |
|  |                  |                  |                  |                   |    |          |          |       |
|  |                  |                  |                  |                   |    |          |          |       |
|  |                  |                  |                  |                   |    |          |          |       |
|  | Sri Lanka        | Sri Lanka        | 21               |                   |    |          |          |       |
|  | Sri Lanka        | Sri Lanka        | 21               |                   |    |          |          |       |
|  | Chiny            | Chiny            | 22               |                   |    |          |          |       |
|  | Chiny            | Chiny            | 22               |                   |    |          |          |       |

## Klasyfikacja generalna
| Miejsce | Reprezentacja    | Punkty | Punkty | Punkty | Punkty |
| Miejsce | Reprezentacja    | HKG    | KOR    | SRI    | Ogółem |
| ------- | ---------------- | ------ | ------ | ------ | ------ |
| 1       | Hongkong         | 12     | 12     | 12     | 36     |
| 2       | Sri Lanka        | 10     | 10     | 7      | 27     |
| 3       | Korea Południowa | 8      | 8      | 10     | 26     |
| 4       | Chiny            | 7      | 7      | 8      | 22     |
| 5       | Malezja          | 1      | 5      | 5      | 11     |
| 6       | Japonia          | 5      | 2      | 4      | 11     |
| 7       | Chińskie Tajpej  | 2      | 4      | 2      | 8      |
| 8       | Singapur         | 4      | 1      | 1      | 6      |